# Natas do Céu
Natas do Céu ("Hemelse Room") is een specifiek en zoet Portugees nagerecht.
Het wordt gemaakt van eieren, room of roomboter, suiker en amandelen. Het is een van de Portugese specialiteiten waarmee veel Portugese restaurants zich trachten te onderscheiden. Regelmatig worden wedstrijden gehouden over welk restaurant de lekkerste Natas do Céu kan bereiden.
De Natas do Céu wordt traditioneel vers gemaakt geserveerd in een glazen of aardewerken (soms kartonnen of plastic) schaaltje. Tegenwoordig zijn echter ook voorverpakte versies te verkrijgen in winkels en supermarkten.